# Jüdischer Friedhof (Bar-le-Duc)

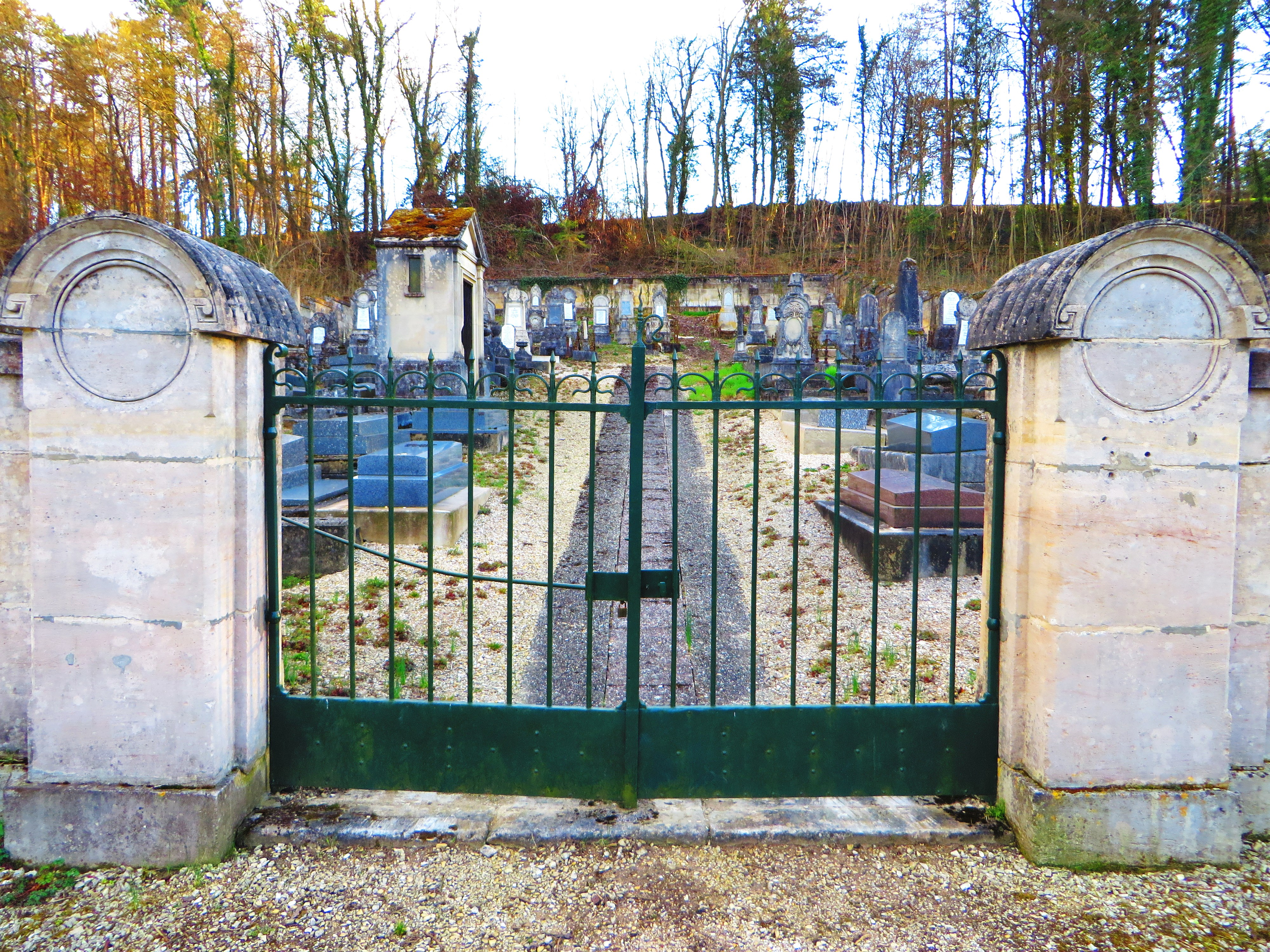
Eingang zum jüdischen Friedhof in Bar-le-Duc

Der Jüdische Friedhof in Bar-le-Duc, einer französischen Stadt im Département Meuse in der historischen Region Lothringen, wurde vermutlich im 18. Jahrhundert angelegt. Der jüdische Friedhof befindet sich im Bois de Maastricht, im Norden von Bar-le-Duc im Viertel Marbot.